# Lones Wigger
Pour les articles homonymes, voir Wigger.
Lones Wesley Wigger, né le 25 août 1937 à Great Falls et mort le 14 décembre 2017 à Colorado Springs, est un tireur américain.

## Biographie
Lones Wigger remporte aux Jeux olympiques d'été de 1964 à Tokyo la médaille d'or en carabine trois positions à 50 mètres et la médaille d'argent en rifle à 50 mètres position couchée. Aux Jeux olympiques d'été de 1972 à Munich, il remporte l'épreuve de carabine libre.
Il est sacré champion du monde à 22 reprises (2 fois en individuel et 20 fois par équipe) et remporte 7 titres aux Jeux panaméricains ainsi que 58 titres nationaux.